# Mi fiesta de casamiento
Mi fiesta de casamiento es una película argentina del 2006 dirigída por Horacio Muschietti y protagonizada por Luciano Cazaux y Celina Zambón. No tuvo un estreno comercial en los cines del país pero si fue presentada el 11 de marzo en el Festival de Mar del Plata.

## Argumento
Durante una fiesta de casamiento, el novio descubre que una mujer desconocida, sentada en una de las mesas, es el amor de su vida.

## Reparto
- Luciano Cazaux .- Matías
- Celina Zambón - Julieta
- Maya Lesca - Matilde

## Comentarios
La película se presentó el Festival Internacional de Cine de Mar del Plata de 2006 en la sección Vitrina Argentina.
Como work in progress se presentó en el III Festival Internacional de Cine Independiente de Buenos Aires y en el 24 Festival Internacional del Nuevo Cine Hispanoamericano de La Habana en donde compitió en la sección "operas primas - Nuevos Realizadores". 

## Reacción crítica
Esta película fue exhibida en la sección Work in Progress del III BAFICI (le faltaba la postproducción del sonido, ajustes del montaje y legalidades), pero que aun así merece ser señalada.
El joven Horacio Muschietti con una DVCam, una puesta muy "dogma" y cuarenta mil dólares, logró un film que, aunque algo turbio en el desenlace, llama la atención por sus múltiples aciertos.
Desde el título, Mi fiesta de casamiento revela su intención de relato en primera persona. Y este propósito, que encierra un arduo y minucioso trabajo, es alcanzado y mantenido con admirable naturalidad.
Matías (un Luciano Cazaux transparente en sus sensaciones) se va a casar, pero empieza a tener dudas, inseguridades y miedos. No es que no ame a su prometida, ni que no quiera pasar la vida junto a ella, ni que se sienta atraído por otra, es algo inasible, nebuloso, pero que existe en su interior y va creciendo entre la despedida de soltero, el civil y la fiesta. Estos son los momentos que desarrolla la película, tan transitados en la realidad, pero ahora planteados como un recorrido inexorable que arrastra al protagonista hacia lo temido y desconocido; con un ánimo festivo que en vez de alegrar, irrita y obstaculiza la reflexión. Por medio de un siempre efectivo humor basado en un gran poder de observación y detallismo, el director resignifica hechos mínimos y habituales. Así las jodas de los amigos, la foto en el Rosedal, los saludos en el civil, el vals con los invitados, las tiritas de la torta, la recorrida por las mesas, todo, cobra un sentido nuevo, narrativo, y ayuda a revelar con claridad los pensamientos del novio. De esta forma se consigue la identificación, comprensión y simpatía por el protagonista, particularidades tan olvidadas en nuestro cine. Y el "mi" del título pasa a adquirir un fundamento inapelable.